# Tokonoma

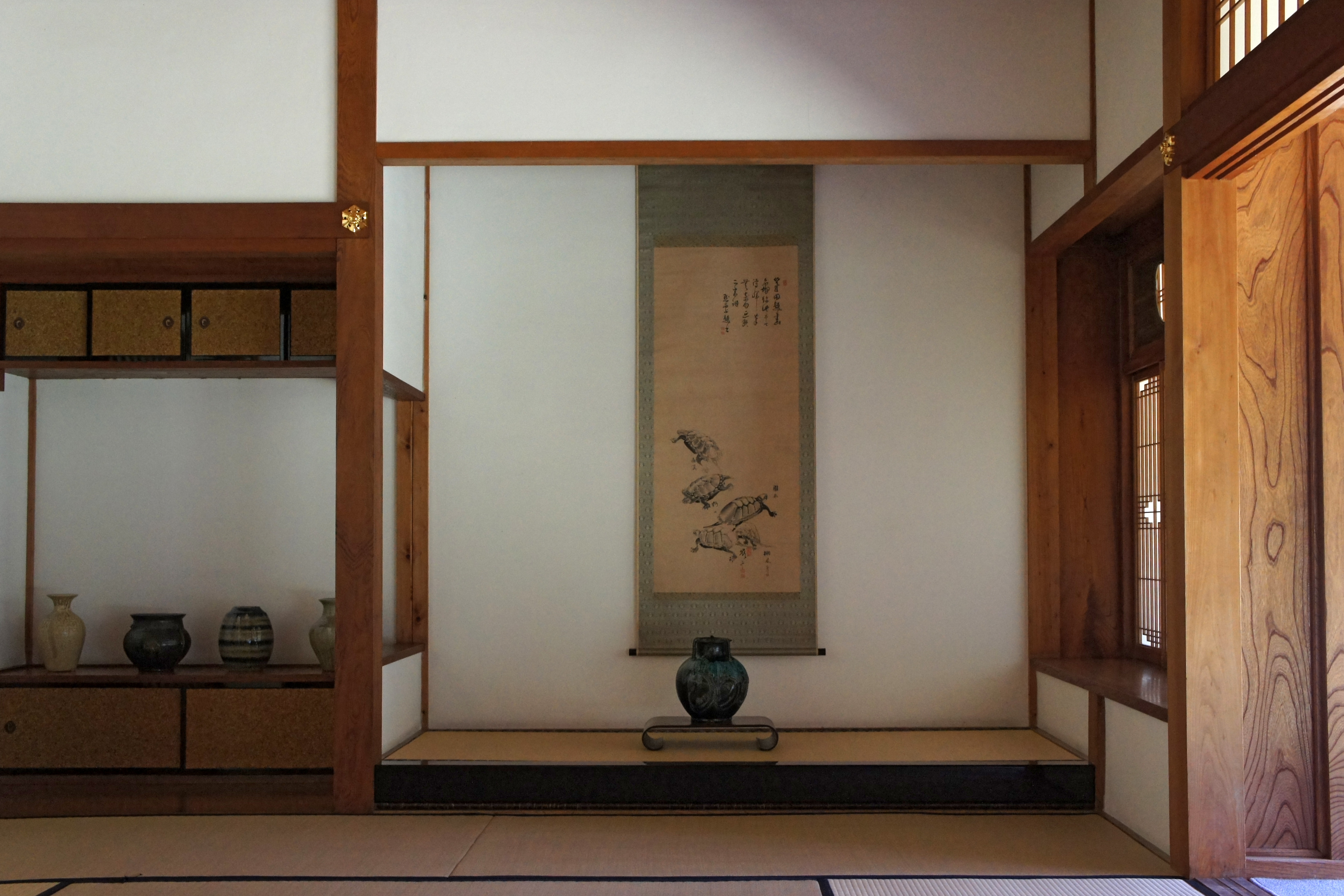
Tokonoma met hangende rol en vaas in de boeddhistische tempel Kannon-in

Een tokonoma (床の間), afgekort toko (床), is een alkoof in een Japanse ontvangst- of theekamer waar siervoorwerpen worden getoond. In de traditionele Japanse architectuur is de tokonoma een essentieel onderdeel van het interieur.

## Beschrijving
De verzonken tokonoma is rechthoekig van vorm. De vloer is meestal wat verhoogd ten opzichte van de kamervloer en is vaak voorzien van een tatami-mat. Een tokonoma heeft een blinde achterwand; de zijwanden zijn soms voorzien van een kleine vierkante uitsparing. Soms grenst een tokonoma direct aan een raam in de buitenmuur.
Aan de achterwand van de tokonoma wordt gewoonlijk een hangende rol met kalligrafieën of een schildering gehangen. Op de vloer worden een of meer siervoorwerpen geplaatst. Een veelgebruikt item is de ikebana: een traditioneel Japans bloemstuk. Andere voorwerpen die er worden geplaatst zijn onder andere boeddhabeelden, okimono-ornamenten, kusamono-planten, suiseki-stenen, bonsais en instrumenten voor de theeceremonie.

## Etiquette
In de Japanse traditie bestaat een aantal gedragsregels voor handelingen in en om de tokonoma. Zo mag deze niet worden betreden, behalve wanneer men de voorwerpen opnieuw rangschikt. Ook bij de rangschikking dient er een nauwgezette etiquette in acht worden genomen.
Bij het ontvangst van gasten krijgt de belangrijkste gast de plaats toegewezen met de rug naar de tokonoma. Dit gebruik is gebaseerd op bescheidenheid, aangezien het voor een gastheer ongepast is om te pronken met de inhoud van zijn tokonoma.